# 塩塚鎮貞
塩塚 鎮貞（しおづか しげさだ）は、戦国時代から安土桃山時代にかけての武将。蒲池氏の重臣。塩塚城主。

## 概要
天正9年（1581年）5月28日に、蒲池統安が守る柳川城は龍造寺隆信に攻め落とされた。そして、統安と共に柳川城で交戦していた家臣やその妻子たちが鎮貞の守る塩塚城へと流れてきた。しかし、6月1日には、塩塚城は龍造寺隆信と田尻鑑種に挟み撃ちされ、鎮貞ら一族は尽く討死した。

## 蒲池氏百八人塚
天正9年（1581年）5月28日に蒲池統安が守る柳川城が落城した際、蒲池鎮並の妻・玉鶴姫や子、従者などの108人は、鎮貞が守る塩塚城へ逃れた。しかし、6月1日には塩塚城は落城してしまった。落城の際に108人は城の東の蒲原に隠れていたが、最終的には自害したり殺されたりした。後に彼女らの遺骸を宗樹寺の前に集め塚としたのが百八人塚である。

## 子・右左輔（明観）について
『旧柳川藩志』によると、鎮貞の子・塩塚右左輔は、鎮貞の死後に西蒲船津村の田嶋に逃れ、名を田島統継と改め、剃髪し明観を名乗った。慶長年間（1596年〜1612年）には塩塚西蒲乾潟に築堤し、干拓した土地を賜り、のちにそこは明観開という地名となったという。